# Edipo re
(Tiresia ad Edipo, v. 438)
Edipo re (in greco antico: Οἰδίπoυς τύραννoς?, Oidípūs týrannos) è una tragedia di Sofocle, ritenuta uno dei più paradigmatici esempi dei meccanismi di funzionamento della tragedia greca.
La data esatta di rappresentazione è ignota, ma si ipotizza che possa collocarsi al centro dell'attività artistica del tragediografo (430-420 a.C. circa).

## Trama
L'opera si inserisce nel cosiddetto ciclo tebano, ossia la storia in chiave mitologica della città di Tebe, e narra come Edipo, re carismatico e amato dal suo popolo, nel breve volgere di un solo giorno venga a conoscere l'orrenda verità sul suo passato: senza saperlo ha infatti ucciso il proprio padre per poi generare figli con la propria madre. Sconvolto da queste rivelazioni, che fanno di lui un uomo maledetto dagli dei, Edipo reagisce accecandosi, perde il titolo di re di Tebe e chiede di andare in esilio.
- Prologo (vv. 1-150): Edipo è impegnato a debellare una pestilenza che tormenta Tebe, la sua città, mentre una folla supplicante si pone attorno a lui per chiedergli di salvarli dalla fame e dal contagio; sovrano illuminato e sollecito verso il proprio popolo, Edipo afferma di aver già mandato Creonte, fratello della regina, ad interrogare l'oracolo di Delfi sulle cause dell'epidemia. Al suo ritorno Creonte rivela che la città è contaminata dall'uccisione di Laio, il precedente re di Tebe, che è rimasta impunita: il suo assassino vive ancora in città e finché questi non sarà identificato ed esiliato o ucciso, la pace e la prosperità non potranno tornare. Edipo chiede altre informazioni a Creonte, il quale continua dicendo che, al tempo in cui la città era sotto l'incubo della Sfinge, Laio stava andando a Delfi quando, lungo la strada, fu assalito da briganti i quali, secondo il racconto di un testimone, lo uccisero.
- Parodo (vv. 151-215): entra il coro di anziani tebani cantando una preghiera agli dei perché intervengano a protezione della città.
- Primo episodio (vv. 216-462): Edipo proclama un bando che prevede l'esilio per l'uccisore di Laio e per chi lo protegga o lo nasconda. Il re convoca inoltre Tiresia, l'indovino cieco, perché sveli l'identità dell'assassino; egli però rifiuta di rispondere, considerando più saggio tacere per non richiamare altre sventure. Adiratosi, Edipo intima a Tiresia di parlare, ma il vecchio esita e la collera del re aumenta; allora Tiresia, avendo subito l'accusa di impudenza, risponde accusando Edipo di essere l'autore dell'omicidio. Indignato, il re comincia a sospettare che Creonte e Tiresia abbiano ordito un piano per detronizzarlo. L'indovino quindi si allontana profetizzando che entro la fine di quel giorno il colpevole sarà scoperto e se ne andrà mendico e cieco in terra straniera.
- Primo stasimo (vv. 463-511): il coro dapprima immagina la fuga del colpevole, braccato tanto dagli uomini quanto da Apollo e dalle Keres (dee simbolo del fato avverso), per poi decidere di non dare credito alle parole di Tiresia: nemmeno il grande indovino, poiché mortale, è infallibile.

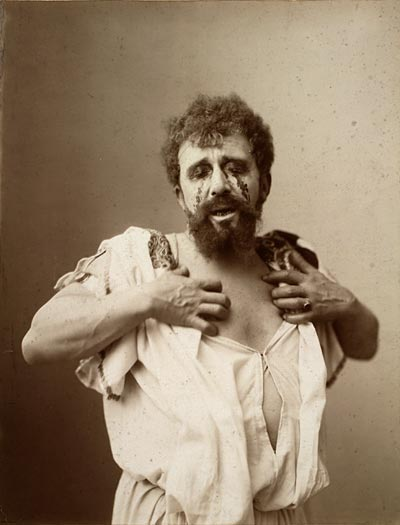
L'attore Albert Greiner interpreta Edipo (1896)

- Secondo episodio (vv. 512-862): Creonte chiede se sia vero che Edipo lo crede colpevole di cospirazione. Quest'ultimo lo accusa apertamente con toni sempre più accesi: Creonte non si trovava infatti a Tebe, insieme a Tiresia, quando Laio fu ucciso? Creonte gli risponde pacatamente di non avere interesse al trono e nel mentre Giocasta, vedova di Laio e ora moglie di Edipo, interviene per mettere pace tra i due e invita il marito a non dare ascolto a nessun oracolo e a nessun indovino: anche a Laio era stata fatta una profezia secondo la quale sarebbe stato ucciso dal figlio, mentre ad ucciderlo erano stati alcuni banditi sulla strada per Delfi, là dove si incontrano tre strade. A sentire le parole di Giocasta, Edipo resta turbato e chiede di convocare il testimone di quell'omicidio. La regina chiede al marito il motivo del suo turbamento, così Edipo comincia a raccontare: da giovane era principe ereditario di Corinto, figlio del re Polibo, e un giorno l'oracolo di Delfi gli predisse che avrebbe ucciso il proprio padre e sposato la propria madre. Sconvolto da quella profezia, per evitare che essa potesse avverarsi Edipo aveva deciso di fuggire, ma sulla strada tra Delfi e Tebe, in un punto dove si uniscono tre strade, aveva avuto un alterco con un uomo e l'aveva ucciso. Se quell'uomo fosse stato Laio? Il coro tuttavia lo invita a non trarre conclusioni affrettate e a sentire prima il testimone dell'omicidio.
- Secondo stasimo (vv. 863-910): turbato dall'incredulità di Giocasta davanti agli oracoli, il coro lancia un ammonimento contro chi pretende di violare le leggi eterne degli dei: quando gli uomini non riconoscono più la giustizia divina e procedono con superbia ("hybris"), lì si cela la tirannide.[Nota 2]
- Terzo episodio (vv. 911-1085): giunge un messo da Corinto che informa che re Polibo è morto. Edipo è rassicurato da quelle parole perché suo padre non è morto per mano sua. Rimane la parte della profezia riguardante sua madre, così Edipo chiede notizie di lei: il messo, per rassicurarlo pienamente, gli dice che non c'è pericolo che egli possa generare figli con la propria madre poiché i sovrani di Corinto non sono i suoi genitori naturali, in quanto Edipo era stato adottato. Il messo può testimoniarlo con certezza perché un tempo faceva il pastore sul monte Citerone e era stato proprio lui a ricevere un Edipo neonato da un servo della casa di Laio e a portarlo a Corinto. A questo punto Edipo si vede vicino alla scoperta delle proprie origini e ordina che sia convocato il servo di Laio; Giocasta, invece, ha ormai capito tutta la verità e supplica Edipo di non andare avanti con le ricerche, ma non viene ascoltata.
- Terzo stasimo (vv. 1086-1109): il coro esulta perché Edipo è ormai vicino a conoscere le proprie origini ed esalta il Citerone come patria e nutrice di Edipo stesso.[Nota 3]
- Quarto episodio (vv. 1110-1185): arriva il servo di Laio, che Edipo attende con tanta impazienza. Tempestato di domande, il servo innanzitutto cerca di dissuadere Edipo dal continuare a interrogarlo, ma quest'ultimo ormai vuole ascoltare tutta la verità. Il servo allora conferma che aveva ricevuto il bambino (che era figlio di Laio) con l'ordine di ucciderlo in quanto, secondo una profezia, il piccolo avrebbe ucciso il padre; ma il servo, mosso da pietà, invece di ucciderlo l'aveva consegnato al pastore, che l'aveva portato a Corinto. A questo punto l'intera vicenda è chiarita e, al colmo dell'orrore, Edipo rientra nel suo palazzo gridando: «Luce, che io ti veda ora per l'ultima volta».[3]
- Quarto stasimo (vv. 1186-1222): gli anziani tebani che costituiscono il coro compiangono la sorte di Edipo, re stimato da tutti, che in breve si è scoperto autore involontario di atti orribili. I tebani vorrebbero non averlo mai conosciuto tanto è l'orrore e, al tempo stesso, la pietà che la sua vicenda suscita in loro.

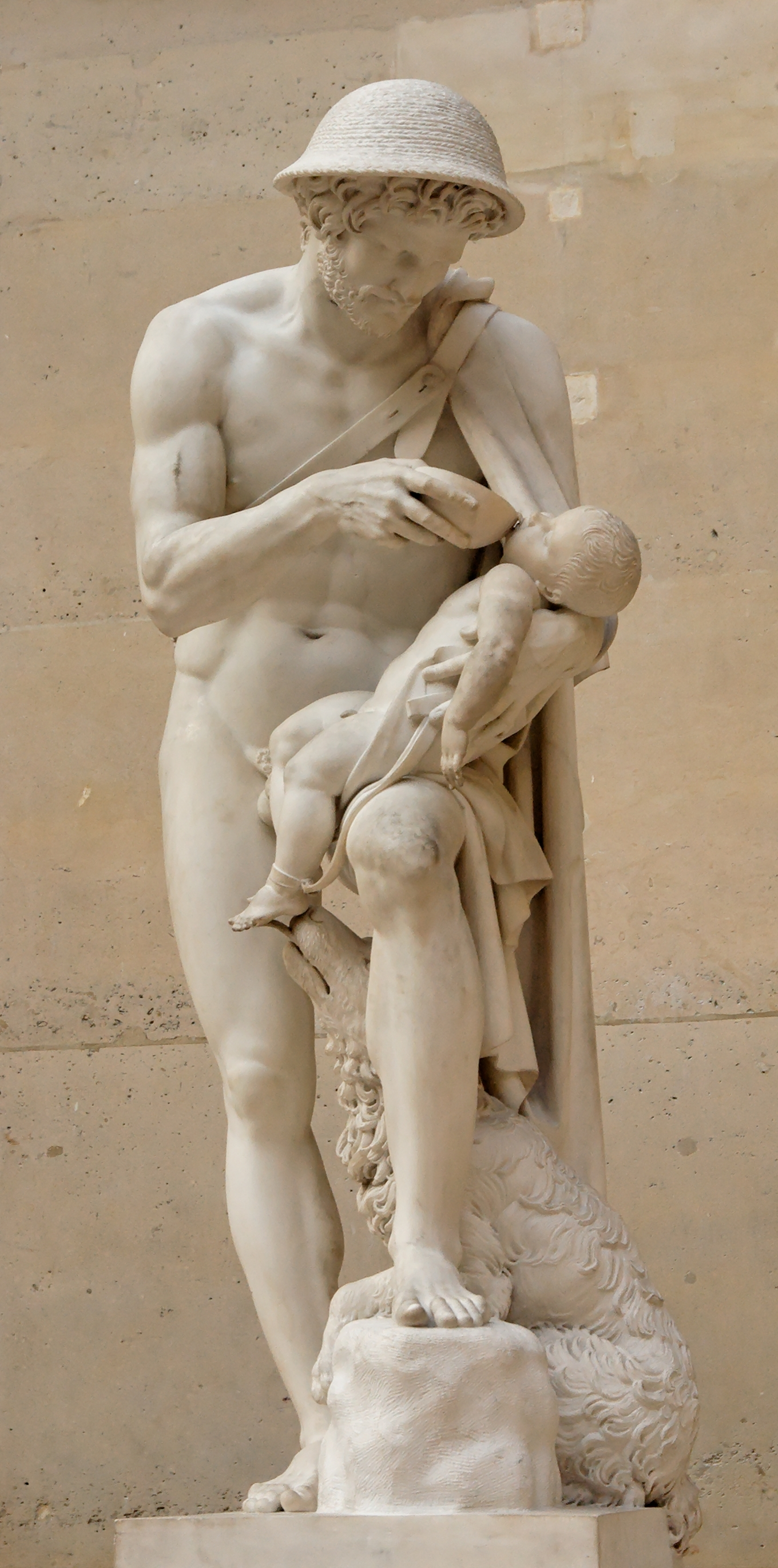
Edipo bambino viene nutrito da un pastore (scultura di Antoine-Denis Chaudet, 1810, Museo del Louvre).

- Esodo (vv. 1223-1530): un messo esce dal palazzo di Edipo e annuncia disperato che Giocasta si è impiccata e che Edipo, appena l'ha vista, si è accecato con la fibbia della veste di lei. In quel momento appare Edipo accompagnato da un canto pietoso del coro, che afferma di aver compiuto quell'atto perché nulla ormai, a lui che è maledetto, può più essere dolce vedere. In quel momento arriva Creonte, che di fronte alla disperazione di Edipo lo esorta ad avere fiducia in Apollo. Edipo abbraccia quindi le sue figlie Antigone e Ismene compiangendole perché esse, figlie di nozze incestuose, saranno sicuramente emarginate dalla vita sociale. Infine chiede a Creonte di essere esiliato in quanto uomo in odio agli dei.[2]

## Commento

### La volubilità dell'esperienza umana
All'inizio della vicenda Edipo è un re carismatico e amato dal suo popolo cui era stato offerto il trono di Tebe perché, rispondendo correttamente all'enigma posto dalla Sfinge, aveva liberato la città da quel terribile mostro. Eppure basta un solo giorno perché questo re al culmine della propria fortuna si scopra assassino incestuoso, perdendo in questo modo non solo la stima altrui ma anche la propria. In questi termini l'Edipo re tratta della volubilità dell'esperienza umana, che può passare, in breve tempo, dal massimo dello splendore alla più abissale delle abiezioni.

### Volontà divina e responsabilità individuale
Edipo è un personaggio maledetto, tant'è che ogni suo tentativo di evitare l'avveramento della profezia risulta vano: l'opera presenta dunque un'etica basata non sull'intenzionalità, ma sulla cecità del fato e sull'inesorabilità del castigo che colpisce Edipo a prescindere dal fatto che questi abbia una qualche responsabilità (e in questo consiste, in effetti, l'aspetto più propriamente tragico della vicenda). Viene insomma sviluppato il tema del conflitto tra predestinazione e libertà, tra volontà divina e responsabilità individuale.
Nella Atene del V secolo a.C. era ormai pacifico che una persona dovesse essere chiamata a rispondere solo per gli atti compiuti volontariamente e per questo motivo la vicenda di Edipo doveva già allora apparire agli spettatori come proiettata in un lontano passato, primitivo e inquietante, simboleggiato anche dalla presenza della Sfinge, mostro terribile nella sua ambivalenza di devastazione e saggezza. La storia può essere schematizzata nel seguente modo:
1. Una cultura magica, ma allo stesso tempo primitiva (coincidente con la storia personale del protagonista), fa da sfondo ad una cultura più moderna e razionalistica (il comportamento del protagonista nel presente, sovrano illuminato e giusto verso il popolo e desideroso di conoscere le proprie origini).
2. La cultura razionalistica viene a contatto con quella magico-primitiva e ne resta succube.
3. La cultura razionalistica si pone in termini di opposizione con quella magico-primitiva determinando una situazione di stallo, con un messaggio, alla fine dell'opera, che è in effetti un non-messaggio privo di soluzioni.[5]

### La tragicità del conoscere
Edipo appare, nel corso di tutta l'opera, fermamente determinato a conoscere la propria identità e non arretra nemmeno di fronte alla possibilità che la scoperta delle proprie origini possa apparire come qualcosa di terribile. Numerosi personaggi tentano di dissuaderlo (Tiresia, Giocasta, il servo di Laio) perché sanno o hanno intuito la verità, ma Edipo decide di andare avanti comunque: intende esplorare gli aspetti più pericolosi della propria natura senza reticenze e senza seppellire gli inquietanti sospetti sotto una cortina di timoroso silenzio. Il protagonista appare dunque come l'eroe dell'intelligenza umana, tesa verso la verità a dispetto dei tabù ancestrali che vorrebbero fermarla.
Questa sua caratteristica può però essere vista anche in negativo, come hýbris, ossia come la tracotanza di chi non accetta i propri limiti e, nel voler indagare troppo oltre la propria natura umana, finisce per essere punito tramite la scoperta di una realtà così tremenda da risultare inaccettabile. È significativo che di fronte alla verità Edipo scelga di accecarsi, come estremo atto di rifiuto per ciò che ha visto o forse come una sorta di contrappasso per aver voluto guardare là dove non avrebbe dovuto. L'interpretazione di questo atto è riscontrabile già nel dialogo tra Tiresia e Edipo, il quale aveva rinfacciato all'indovino la sua cecità, ma laddove egli attraverso la cecità riesce a vedere il vero, Edipo attraverso gli occhi riesce solo a vedere una realtà illusoria e falsa.

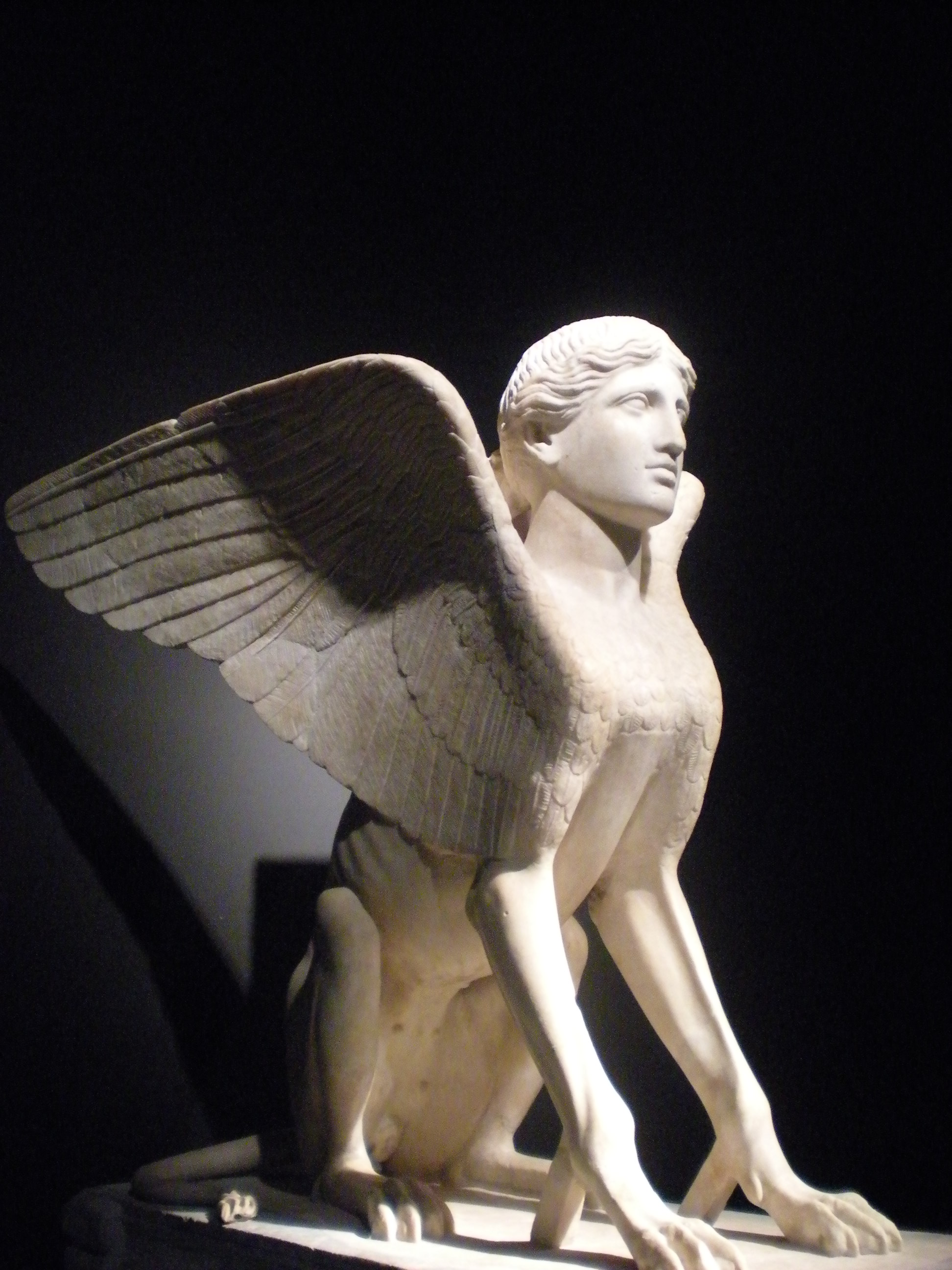
La Sfinge (scultura di Lanuvio, 130 a.C. circa, British Museum)

### L'elogio di Aristotele
Nella Poetica Aristotele afferma che la situazione più adatta alla tragedia greca è quella di un uomo che non abbia qualità fuori dal comune né per virtù né per giustizia e che si ritrovi a passare da una condizione di felicità ad una di infelicità non per colpa della propria malvagità ma a causa di un errore. Questo mutamento può avvenire a causa di una peripezia oppure di un'agnizione (riconoscimento); nei casi migliori, vi sono entrambi. Questo, come riconosce Aristotele stesso, è proprio il caso dell'Edipo re, che in questo modo rappresenta uno degli esempi più paradigmatici dei meccanismi di funzionamento della tragedia greca.

### L'interpretazione psicoanalitica
L'Edipo re viene citato a proposito di uno dei più importanti concetti elaborati dallo psicoanalista Sigmund Freud, denominato complesso di Edipo. Esso descrive le pulsioni, anche di tipo sessuale, di ogni maschio nei confronti della madre, in particolare in età infantile, e può essere descritto come un desiderio di possesso esclusivo nei confronti del genitore dell'altro sesso, accompagnato conseguentemente dal desiderio di morte e di sostituzione del genitore dello stesso sesso. Per quanto riguarda le donne, è stato elaborato il concetto parallelo di complesso di Elettra.

## Adattamenti

### Cinema
- Edipo re, di Giuseppe De Liguoro (1910)
- Edipo re, di Pier Paolo Pasolini (1967)

### Musica
- Edipo re, musiche di scena di Eduard Lassen
- Edipo re, opera lirica di Ruggero Leoncavallo
- Edipo re, musiche di scena di Ildebrando Pizzetti
- Edipo re, musiche di scena di Max von Schillings
- Edipo re, musiche di scena di Charles Villiers Stanford
- Edipo re (Oedipus rex), opera-oratorio di Igor' Fëdorovič Stravinskij
- Edipo re, musiche di scena di Flor Alpaerts
- Oedipe, opera lirica di George Enescu
- Sintassi Teatrali: Stasimo IV ed Esodo da Edipo Re di Sofocle, musiche di Giuseppe Sinopoli

### Esplicative
1. ↑  La datazione dell'opera al 430-420 a.C. viene spiegata, oltre che da motivazioni stilistiche, dal fatto che la peste che coglie Tebe all’inizio della storia potrebbe fare riferimento all’epidemia che effettivamente colpì Atene nel 430 a.C. Inoltre lo studioso Dario Del Corno (Sofocle, Edipo re – Edipo a Colono – Antigone, p. 26, vedi Bibliografia) afferma che il v. 27 degli Acarnesi di Aristofane, del 425 a.C., sarebbe una parodia di un verso dell'Edipo re, e che quindi la tragedia sofoclea sarebbe anteriore a tale data. Si tratta però di ipotesi incerta, non riportata dalla maggior parte degli altri studiosi. Altri autori datano invece l'opera al 411 a.C., ritenendo che nel secondo stasimo si faccia riferimento alla polemica di Anassagora contro gli oracoli e che la hybris citata si riferisca al comportamento privo di scrupoli di Alcibiade (vedi Carlo Diano, Edipo figlio della Tyche, Vicenza, 1968, pp. 155 sgg. e Oddone Longo, Edipo re, Firenze, 1970, pp. 13-17).
2. ↑  Questo stasimo ha senza dubbio un significato che va al di là della mera storia di Edipo: tramite esso Sofocle intende ammonire i suoi concittadini ateniesi a non tenere comportamenti che potrebbero rischiare di compromettere la vita democratica della città.
3. ↑  Si tratta di un'esultanza assai effimera, che serve a fare da contraltare all'orrore che si scatenerà di lì a poco, quando Edipo scoprirà definitivamente le proprie origini.
4. ↑  Per una trattazione estesa del concetto di colpa e responsabilità nella Grecia antica, vedi Eva Cantarella, "Sopporta, cuore..." La scelta di Ulisse, Laterza, 2010, ISBN 978-88-420-9244-5.

## Voci correlate

Edipo e la Sfinge (coppa attica del V secolo a.C., Musei Vaticani)

### Bibliografiche
1. 1 2  Di Benedetto-Medda, p. 101.
2. 1 2  Del Corno, pp. 349-355; Albini, pp. 234-236.
3. ↑  Edipo re, v. 1183.
4. 1 2 3  Guidorizzi, p. 160.
5. 1 2  Di Benedetto-Medda, pp. 323-325.
6. 1 2  Guidorizzi, pp. 160-161.
7. ↑  Aristotele, Poetica, 1452b.
8. ↑  Ibidem, 1452a.
9. ↑   Complesso di Edipo, su sapere.it. URL consultato il 22 settembre 2024.